# Langues japoniques
Cette page contient des caractères spéciaux ou non latins. S’ils s’affichent mal (▯, ?, etc.), consultez la page d’aide Unicode.
Les langues japoniques (日琉語族, nichiryū gozoku, littéralement « famille linguistique japonais-ryukyu » en japonais) forment une petite famille de langues regroupant le japonais et ses nombreux dialectes régionaux, avec les langues ryūkyū.

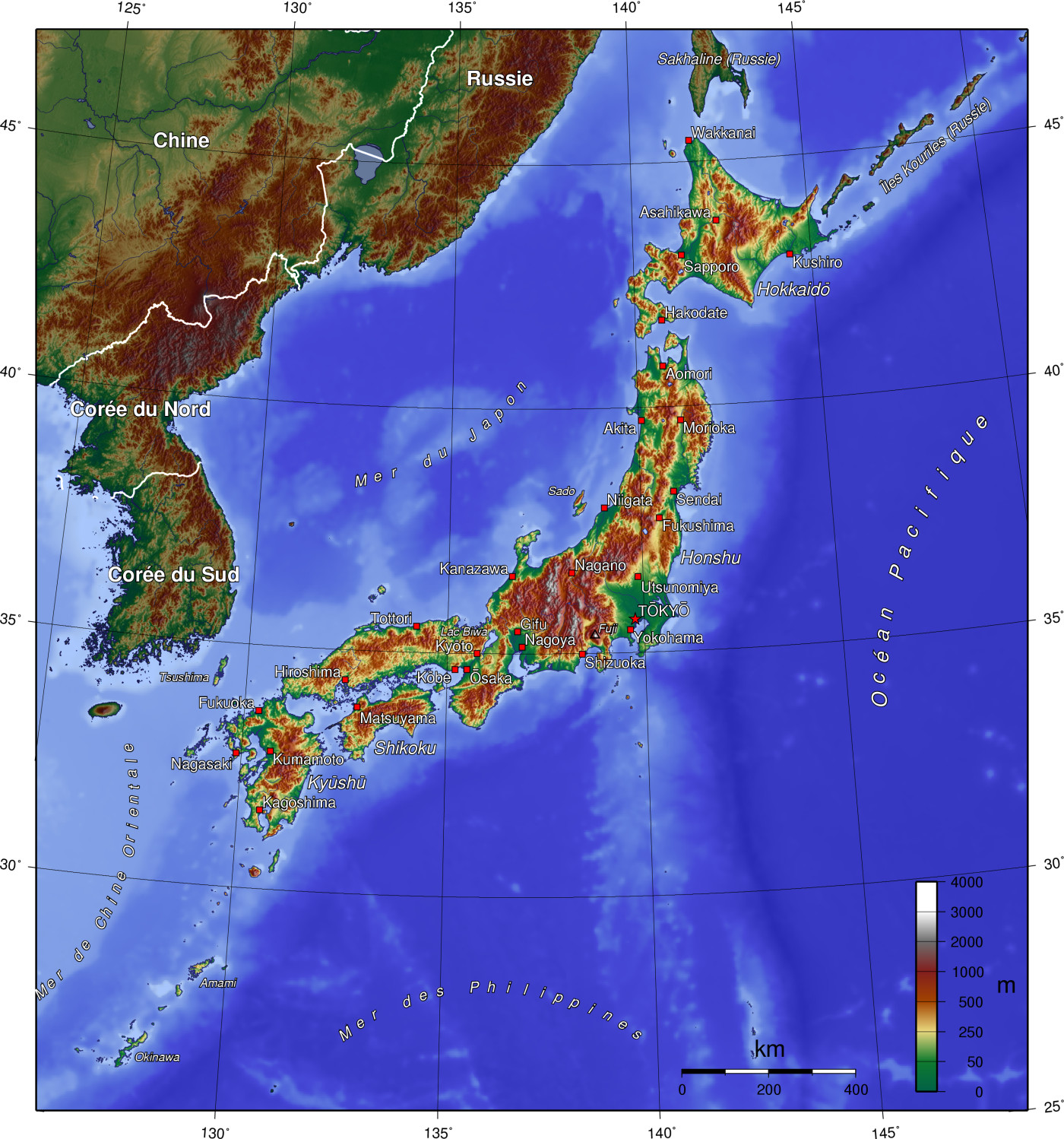
Carte de l'archipel japonais.

## Relation entre le japonais et les langues ryūkyū

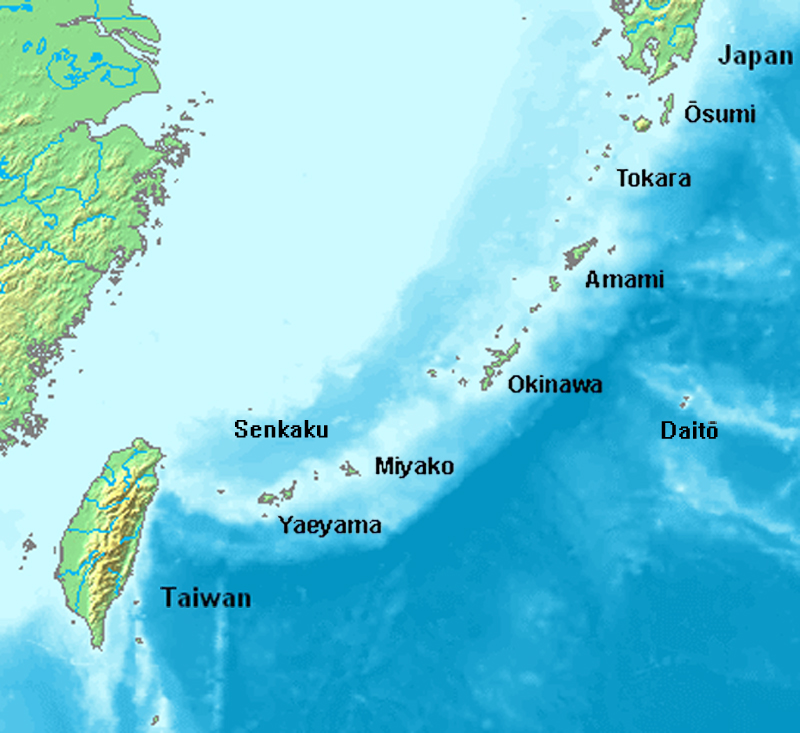
Carte des îles Ryūkyū.

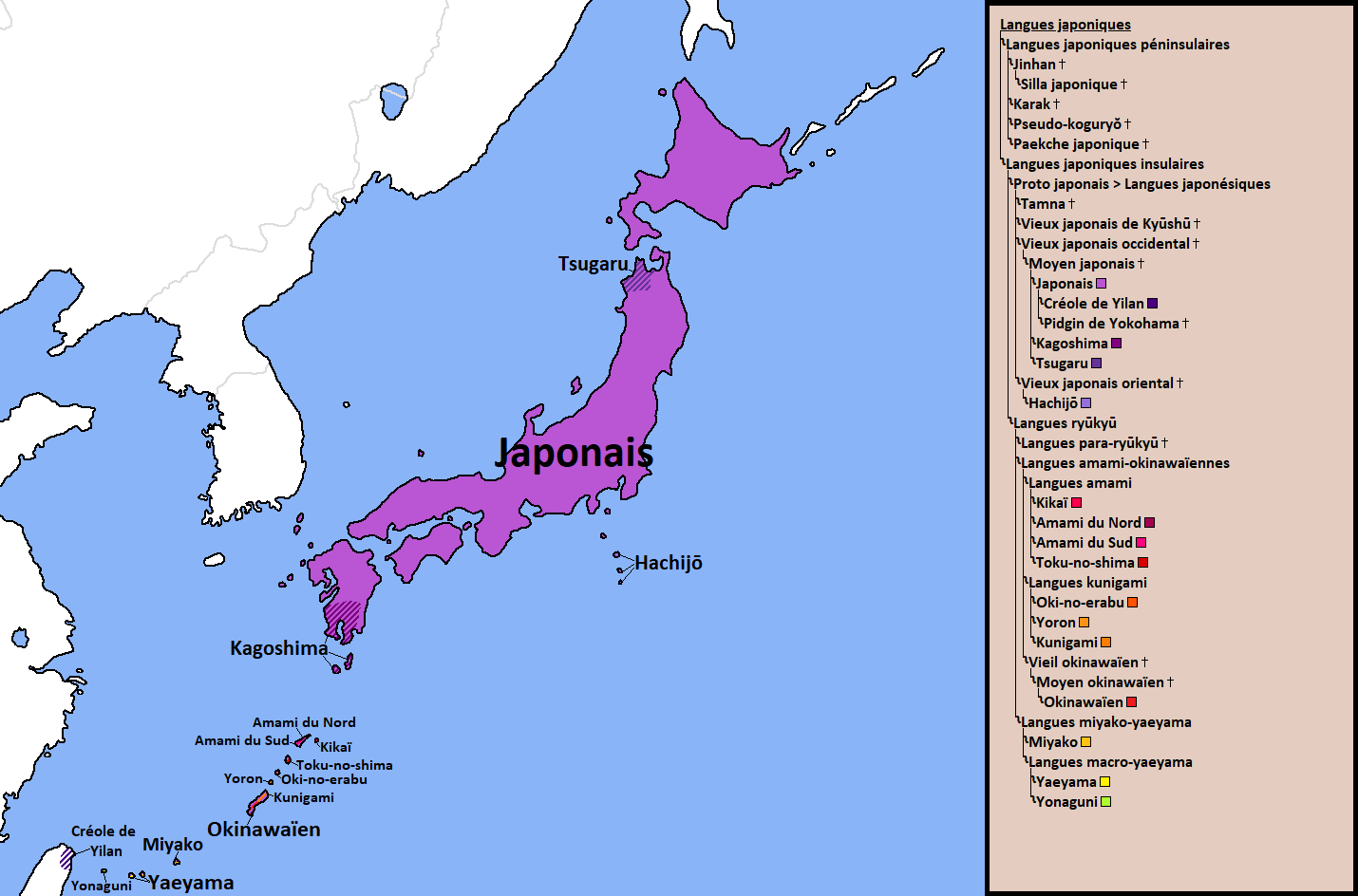
Carte des langues japoniques et leur classification selon Vovin et Whitman.

Certains linguistes ne font pas de différence entre japonais et japonique et parlent de langues japonaises, en considérant que les langues ryūkyū constituent des dialectes du japonais. Toutefois, il n'y a généralement pas d'intercompréhension entre les langues ryūkyū et le japonais au sens strict. Les langues ryūkyū et le japonais se sont séparées au cours des premiers siècles de notre ère, sans doute entre le IIIe et le VIe siècle. Leur parenté avec le japonais a été établie au XIXe siècle par Basil Hall Chamberlain dans sa grammaire comparée de l'okinawaïen et du japonais.
La géographie du Japon, très fragmentée, a favorisé la conservation de nombreux dialectes régionaux : en plus de la division en quatre grandes et plusieurs milliers de petites îles, le pays ne possède que peu de plaines fertiles, 80 % de la surface est constituée de montagnes qui forment des barrières naturelles entre zones linguistiques. Ce sont les communications par la mer côtière qui constituaient jadis le principal facteur d'unité. Il en est de même pour les îles Ryūkyū, un archipel s'étirant entre Kyūshū et Taïwan, où chaque île tend à former une communauté linguistique avec son dialecte local. Il est difficile de séparer clairement le japonais des langues ryūkyū, dans la mesure où celles-ci se rapprochent d'autant plus du japonais moderne qu'elles sont situées près de l'archipel japonais. À l'inverse, les traits spécifiquement ryūkyū s'accusent à mesure que l'on progresse vers le Sud.
Le nombre d'habitants des Ryūkyū qui ne parlent que le japonais standard ne cesse de croître, et le nombre de locuteurs des langues ryukyu (un million environ) recule en conséquence. Pour la plus importante, l'okinawaïen, les adultes sont habituellement bilingues okinawaïen-japonais, les gens de vingt à cinquante ans comprennent l'okinawaïen mais emploient généralement le japonais (y compris à la maison), et les jeunes de moins de vingt ans sont devenus monolingues en japonais. Même dans la tranche d'âge la plus âgée, il ne reste guère de monolingues en okinawaïen. La pérennité même de la plus parlée des langues ryūkyū est ainsi menacée, cela vaut d'autant plus pour les plus petites langues de ce groupe.
L'aïnou parlé par l'ethnie des Aïnous vivant dans l'extrême nord du Japon n'est pas une langue japonique et est considéré comme un isolat.

## Classification interne
- Langues japoniques[4]
  - Langues japoniques insulaires ?
    - japonais
      - nombreux dialectes

    - langues ryukyu
      - sous-groupe amami-okinawaïen
        - Nord
          - amami du Sud
          - kikaï
          - amami du Nord
          - toku-no-shima

        - Sud
          - oki-no-erabu
          - okinawaïen
          - kunigami
          - yoron

      - sous-groupe sakishima
        - miyako
        - yaeyama
        - yonaguni

    - t'amna ?

  - Langues japoniques péninsulaires ?
    - cin-han japonique ?
    - karak japonique ?
    - Paekche japonique ?
    - pseudo-koguryŏ ?

## Origines et affinités
Il est possible que le proto-japonique hypothétique duquel dériveraient les langues et dialectes japoniques modernes  se soit développé par créolisation dans une société mixte mêlant les apports des habitants primitifs du Japon — identifiés avec la culture de la période Jōmon — et d'immigrants venus de Corée ou d'Asie centrale[réf. souhaitée].

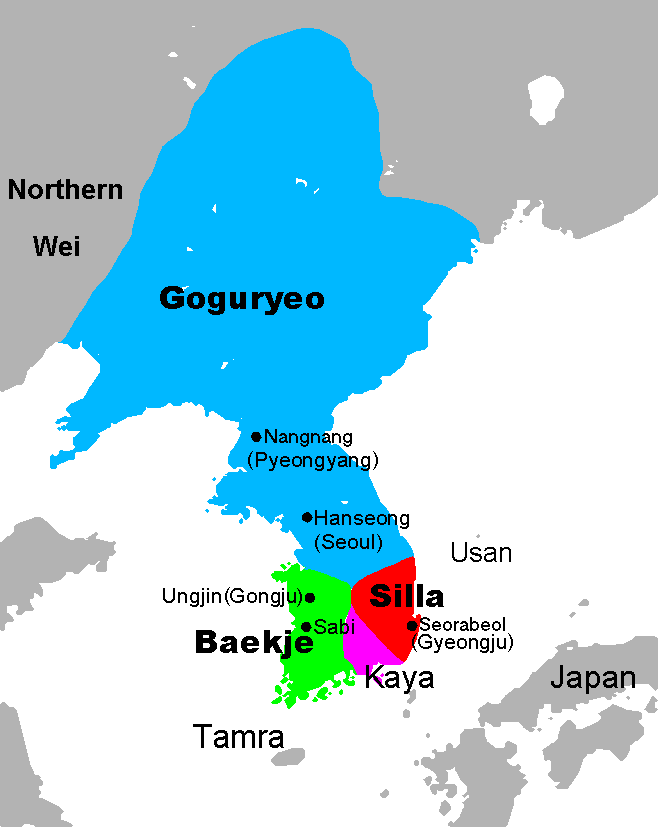
Les Trois Royaumes de Corée à la fin du Ve siècle.

De nombreux travaux,,, ont proposé de rattacher les langues japoniques ainsi que le coréen aux langues altaïques, qui comprennent classiquement les langues turques, les langues mongoles et les langues toungouses. Toutefois cette hypothèse est de plus en plus controversée. La validité même du groupe altaïque comme unité génétique (c'est-à-dire comme groupe de langues ayant une origine généalogique commune) est également contestée : il pourrait s'agir d'une aire linguistique de diffusion d'innovations communes,,,.
Typologiquement, la syntaxe sujet-objet-verbe, la morphologie agglutinante et le système de politesse rapprochent le japonais des langues altaïques, en particulier du coréen. Cependant, sa phonétique fondée sur des syllabes de type CV (consonne + voyelle) ressemble davantage à celle des langues océaniennes, un sous-groupe des langues austronésiennes ; il ne connaît pas l'harmonie vocalique très répandue dans les langues turques, mongoles et toungouses, bien qu'il soit possible qu'une forme en ait existé dans les formes les plus archaïques d'ancien japonais. L'origine des mots japonais indigènes 大和言葉 (yamato-kotoba, littéralement « mots (du pays) de Yamato »), qui correspondent à la lecture kun des kanji, est également mal connue. Si le coréen et le japonais présentent un important vocabulaire commun d'origine chinoise, leur lexique de base est très différent.
Certaines études ont démontré des ressemblances entre le japonais et la langue du royaume coréen historique de Goguryeo et jusqu'aux langues dravidiennes (dans le cadre plus vaste de l'hypothèse nostratique).[réf. souhaitée]

### Hypothèse Buyeo
La théorie la plus étayée[réf. nécessaire], tant par l'archéologie que par la génétique, bien que contestée, est la parenté avec la langue de Goguryeo. Cette hypothèse dite des langues buyeo, puyŏ ou fu-yü rassemble l'ancien japonais et la langue de Goguryeo, distincte de celle du royaume de Silla qui a le plus influencé le développement du coréen moderne. Beaucoup de linguistes coréens considèrent cependant que tous les dialectes coréens historiques appartiennent à une famille unique, ce que contredit l'hypothèse Buyeo.

### Connaissances actuelles
Les études plus récentes faites par Martine Robbets de l'université de Tokyo consolident la démonstration de la filiation des langues japoniques et coréennes avec le groupe de langues de l'Altaï.
Certains réfutaient auparavant la filiation, d'une part par manque de fiabilité des relations dans le vocabulaire de base — mais celles-ci ont été consolidées en 2004 — et d'autre part à cause de la plus grande simplicité du japonais — fait qui a reçu une explication en 2008.

## Comparaison lexicale japonais-coréen-altaïque
Le tableau ci-dessous présente quelques comparaisons lexicales entre langues altaïques (turques, mongoles et toungouses), coréen et japonais, qui peuvent indiquer une parenté entre ces langues. Les correspondances ne sont pas toujours précises sémantiquement, et se situent parfois au niveau du champ lexical plus que du sens exact. Pour chaque signification, la première ligne donne la forme reconstruite dans la protolangue correspondante, à côté de la forme altaïque commune hypothétique ; la deuxième ligne donne ensuite un exemple tangible dans une langue attestée : le turc de Turquie pour les langues turques, le mongol khalkha pour les langues mongoles, le mandchou ou l'evenki pour les langues toungouses, et les formes modernes pour le coréen et le japonais.
Comme une grande part de ce tableau repose sur des interprétations (à savoir la reconstruction des protoformes et l'étendue des champs lexicaux), il n'est pas possible, malgré l'abondance des données, d'y voir une preuve directe de parenté génétique de toutes ces langues au sein d'un groupe macro-altaïque. Beaucoup de parallèles peuvent remonter à des contacts anciens et des emprunts lexicaux. Ces données — qu'il serait possible de multiplier — montrent cependant que ni une parenté génétique des trois branches de l'altaïque au sens strict, ni l'appartenance du coréen et peut-être aussi du japonais à ce groupe ne peuvent être exclues sans examen.
| Proto-langue                       | Proto-turc                         | Proto-mongol                | Proto-toungouse                                 | Proto-coréen                        | Proto-japonais              | Proto-altaïque |
| Langues attestées                  | Turc de Turquie                    | Mongol khalkha              | Mandchou / evenki                               | Coréen                              | Japonais                    | Proto-altaïque |
| ---------------------------------- | ---------------------------------- | --------------------------- | ----------------------------------------------- | ----------------------------------- | --------------------------- | -------------- |
| poitrine, cœur, téter              | *göküŕ                             | *kökön                      | *χuku-n / *kuku-n                               | *kokăi                              | *kəkərə                     | *kok'e         |
| poitrine, cœur, téter              | göğüs « poitrine »                 | хөx « sein, téton »         | oχo (M.) « sein »                               | gogaengi « cœur [du bois], moelle » | kokoro « cœur »             | *kok'e         |
| côte, poitrine                     | *bokana                            | *bogoni                     | *boka                                           | .                                   | *baki                       | *boka          |
| côte, poitrine                     | вoкoнo (kirghiz) « fausses côtes » | вогино « première côte »    | boqšon (M.) « sternum »                         | .                                   | waki « flanc »              | *boka          |
| pli du bras, jambe, aile, nageoire | *Kājnat                            | *ka(i)                      | *keńe- / *kuńe-                                 | .                                   | *kanai                      | *kēńa          |
| pli du bras, jambe, aile, nageoire | kanat « aile, nageoire »           | xaa « pattes de devant »    | keńete, kuńetu (E.) « bas [grosse chaussette] » | .                                   | kane « règle, soufflet »    | *kēńa          |
| tête, chapeau, chef                | *tum-                              | *tom-                       | *tumŋu-                                         | .                                   | *tum-                       | *t'umu         |
| tête, chapeau, chef                | tomşuk « bec »                     | тумлaй « chapeau »          | tuŋun (M.) « sommet du crâne »                  | .                                   | tsumuri « sommet, tête »    | *t'umu         |
| gorge                              | *boguŕ                             | *baγalǯaγur                 | *bukse                                          | .                                   | *pukum-                     | *boku          |
| gorge                              | boğaz « gorge »                    | вaгaлзуур « gorge »         | buge / buχe (M.) « cartilage, tendons »         | .                                   | fukum- « avoir en bouche »  | *boku          |
| écorce, peau, feuille              | *Kāpuk                             | *kawda                      | *χabda(-nsa)                                    | *kaph- / *kəph-                     | *kapa                       | *k'āp'a        |
| écorce, peau, feuille              | kabuk « écorce, coquille »         | xуудaс « page »             | abdaχa / afaχa (M.) « feuille »                 | kkeopjil « écorce »                 | kawa « peau, cuir, écorce » | *k'āp'a        |
| (vieille) femme                    | *eme                               | *eme                        | *emV                                            | *amh                                | *mia                        | *eme           |
| (vieille) femme                    | eme « vieille femme [dial.] »      | эм « femme »                | emeke (M.) « belle-mère »                       | am « femme, femelle »               | me-su « femelle »           | *eme           |
| une sorte d'oiseau                 | *torgaj                            | *turagu                     | *turākī                                         | *tărk                               | *təri                       | *t'oro(-k'V)   |
| une sorte d'oiseau                 | turgay « alouette »                | xaр тoруу « corbeau »       | turākī (E.) « corneille »                       | dak « volaille »                    | tori « oiseau »             | *t'oro(-k'V)   |
| pou, lente                         | *sirke                             | *sirke                      | *sire-                                          | *hjǝ                                | *siram(u)i                  | *siajri        |
| pou, lente                         | sirke « lente »                    | ширx « pou (des animaux) »  | sirikte (E.) « ver [parasite] »                 | seokae « lente »                    | shirami « pou »             | *siajri        |
| blanc, jaune, clair                | *siarıg                            | *sira                       | *siarū-                                         | *hăi-                               | *sirua-                     | *siājri        |
| blanc, jaune, clair                | sarı « jaune »                     | шaр « jaune »               | šari (M.) « lumière »                           | hi- « blanc »                       | shiro- « blanc »            | *siājri        |
| pluie, neige, brume                | .                                  | *siγurga                    | *sig-                                           | .                                   | *sinkurai                   | *sigi          |
| pluie, neige, brume                | .                                  | шуургa « tempête de neige » | siGan (M.) « brouillard »                       | .                                   | shigure « crachin »         | *sigi          |
| eau                                | .                                  | *mören                      | *mū                                             | *mır                                | *mi-n-tu                    | *miūri         |
| eau                                | .                                  | мөрөн « rivière »           | muke (M.) « eau »                               | *mul « eau »                        | mizu « eau »                | *miūri         |
| filet, réseau                      | *tor                               | *towr                       | *turku                                          | *tăračhi                            | *turi                       | *t'obru        |
| filet, réseau                      | tor « filet »                      | тoр « filet, cage »         | turku- (E.) « se faire prendre »                | daraekki « panier »                 | tsuri « pêche à la ligne »  | *t'obru        |
| sel, amer                          | *dūŕ                               | *dabusu                     | *ǯujar-                                         | *čjǝ̄r-                              | *tura-                      | *čioberV       |
| sel, amer                          | tuz « sel »                        | дaвс(aн) « sel »            | ǯušuχun (M.) « amer, acide »                    | jeol- « être salé »                 | tsura- « dur, amer »        | *čioberV       |
| pierre                             | *diāĺ                              | *čilaγu                     | *ǯola                                           | *tōrh                               | *(d)isi                     | *tiōĺi         |
| pierre                             | taş « pierre »                     | чулуу « pierre »            | ǯolo (E.) « pierre »                            | dol- « pierre »                     | ishi « pierre »             | *tiōĺi         |
| mordre, ronger                     | *gemür                             | *kemeli                     | *kem-ki-                                        | .                                   | *kam-                       | *kema          |
| mordre, ronger                     | gemir « ronger »                   | xимлэ, xэмлэ « ronger »     | kemki- (M.) « mordre »                          | .                                   | kam- « mordre »             | *kema          |
| tresser, tisser                    | *ȫr-                               | *ör-                        | .                                               | *ōr                                 | *ər-                        | *ōre           |
| tresser, tisser                    | ör- « tresser »                    | өрмөг « lainage »           | .                                               | ol « toron »                        | or- « tisser »              | *ōre           |
| faible, malade ; servir, soldat    | *alp                               | *alba-n                     | *alba                                           | *arphă-                             | *apar-                      | *alpa          |
| faible, malade ; servir, soldat    | alp « héros, brave »               | aлбa « service, devoir »    | alba- (E.) « être incapable »                   | apeu- « être malade »               | aware « pitié »             | *alpa          |
| qui                                | *kem, *Ka                          | *ken, *ka                   | *χia / *χai                                     | *ka, *ko                            | *ka                         | *k'a(j)        |
| qui                                | kim « qui »                        | xэн « qui »                 | ai (M.) « quoi »                                | -ga, -go « ...? »                   | -ka « ...? »                | *k'a(j)        |
| moi                                | *be-                               | *bi                         | *bi                                             | *uri                                | *ba-                        | *bi            |
| moi                                | ben « moi »                        | би « moi »                  | bi (M., E.) « moi »                             | uri « nous »                        | watashi « moi »             | *bi            |